# Emmanuel Ekpo
Emmanuel Ekpo (Nigeria, 20 dicembre 1987) è un ex calciatore nigeriano, di ruolo centrocampista.

## Carriera

### Club

#### Gli inizi in Nigeria
Ekpo ha cominciato la carriera in patria, giocando nelle giovanili dei Calabar Rovers. Successivamente, ha vestito le maglie dell'Akwa United e dell'Enyimba, per poi lasciare la Nigeria.

#### Columbus Crew
Nel 2008, Ekpo è passato agli statunitensi del Columbus Crew. Ha debuttato nella Major League Soccer in data 3 maggio, sostituendo Adam Moffat nella vittoria per 2-1 sui Kansas City Wizards. Il 28 giugno ha realizzato la prima rete, nella vittoria per 2-1 sui Colorado Rapids. Con questa maglia, ha contribuito alla vittoria del campionato 2008 e del Supporters' Shield nel 2008 e 2009.

#### Molde
Il 5 marzo 2012, Ekpo ha firmato ufficialmente un contratto con i norvegesi del Molde, valido per i successivi tre anni. Ha esordito nell'Eliteserien il 23 marzo, schierato titolare nella vittoria per 2-1 sullo Strømsgodset. A fine stagione, la sua squadra ha vinto il campionato.
Il 19 giugno 2013 è arrivata la prima rete, nel quarto turno del Norgesmesterskapet 2013: ha trovato la via del gol nella vittoria per 6-0 sul Ranheim. È stato in campo anche nella finale della competizione, in cui il Molde si è aggiudicato il trofeo grazie ad un successo per 4-2 sul Rosenborg.

#### Haugesund
Il 14 luglio 2014 è stato ingaggiato ufficialmente dall'Haugesund: il trasferimento sarebbe stato ratificato il giorno seguente, alla riapertura del calciomercato. Ha esordito con questa casacca il 17 luglio, schierato titolare nella vittoria esterna per 0-1 sul campo del Sarajevo, sfida valida per l'andata del secondo turno di qualificazione all'Europa League 2014-2015. Si è svincolato al termine del campionato 2014. In questa porzione di stagione in squadra, Ekpo ha totalizzato soltanto 3 presenze, a causa di un infortunio al ginocchio: per questo motivo, l'Haugesund ha denunciato il Molde alla Norges Fotballforbund sostenendo d'essere stato ingannato con la diagnosi dell'infortunio, che il club di provenienza aveva liquidato come molto più lieve di quanto non fosse in realtà. Per questo, l'Haugesund ha richiesto un indennizzo di 600.000 corone.

#### Il periodo da svincolato
Successivamente allo svincolo dall'Haugesund, Ekpo è tornato in Nigeria per recuperare completamente dal persistente infortunio al ginocchio. A febbraio 2016 ha fatto ritorno in Norvegia, aggregandosi al Bryne per sostenere un provino, nell'ottica di valutarne il completo recupero del ginocchio. Il giocatore non è stato però tesserato, poiché per l'allenatore Gaute Larsen sarebbe servito troppo tempo affinché recuperasse la forma fisica per giocare in 1. divisjon.

#### Eastern Suburbs
Sempre libero da vincoli contrattuali, Ekpo si è trasferito ai neozelandesi degli Eastern Suburbs, in vista del campionato 2016-2017.

### Nazionale
Ekpo ha rappresentato la Nigeria ai Giochi della XXIX Olimpiade, in cui la selezione africana ha vinto la medaglia d'argento.

## Statistiche

### Presenze e reti nei club
Statistiche aggiornate al 18 settembre 2020.
| Stagione             | Club                 | Campionato           | Campionato | Campionato | Coppe nazionali | Coppe nazionali | Coppe nazionali | Coppe continentali | Coppe continentali | Coppe continentali | Supercoppe | Supercoppe | Supercoppe | Totale | Totale |
| Stagione             | Club                 | Comp                 | Pres       | Reti       | Comp            | Pres            | Reti            | Comp               | Pres               | Reti               | Comp       | Pres       | Reti       | Pres   | Reti   |
| -------------------- | -------------------- | -------------------- | ---------- | ---------- | --------------- | --------------- | --------------- | ------------------ | ------------------ | ------------------ | ---------- | ---------- | ---------- | ------ | ------ |
| 2006-2007            | Akwa United          | PL                   | ?          | ?          | CN              | ?               | ?               | -                  | -                  | -                  | -          | -          | -          | ?      | ?      |
| 2007-2008            | Enyimba              | PL                   | ?          | ?          | CN              | ?               | ?               | -                  | -                  | -                  | -          | -          | -          | ?      | ?      |
| 2008                 | Columbus Crew        | MLS                  | 20         | 2          | USOC            | ?               | ?               | -                  | -                  | -                  | -          | -          | -          | 20+    | 2+     |
| 2009                 | Columbus Crew        | MLS                  | 30         | 2          | USOC            | ?               | ?               | CCL                | 8                  | 0                  | -          | -          | -          | 38+    | 2+     |
| 2010                 | Columbus Crew        | MLS                  | 26         | 0          | USOC            | 3               | 0               | CCL                | 6                  | 1                  | -          | -          | -          | 35     | 1      |
| 2011                 | Columbus Crew        | MLS                  | 32         | 1          | USOC            | ?               | ?               | -                  | -                  | -                  | -          | -          | -          | 32+    | 1+     |
| Totale Columbus Crew | Totale Columbus Crew | Totale Columbus Crew | 108        | 5          |                 | 3+              | 0+              |                    | 14                 | 1                  |            | -          | -          | 125+   | 6+     |
| 2012                 | Molde                | ES                   | 13         | 0          | CN              | 1               | 0               | UCL+UEL            | 0+2                | 0                  | SN         | 1          | 0          | 17     | 0      |
| 2013                 | Molde                | ES                   | 25         | 0          | CN              | 5               | 1               | UCL+UEL            | 4+1                | 0                  | -          | -          | -          | 35     | 1      |
| gen.-lug. 2014       | Molde                | ES                   | 2          | 0          | CN              | 2               | 0               | UEL                | -                  | -                  | -          | -          | -          | 4      | 0      |
| Totale Molde         | Totale Molde         | Totale Molde         | 40         | 1          |                 | 8               | 1               |                    | 7                  | 0                  |            | 1          | 0          | 56     | 1      |
| lug.-dic. 2014       | Haugesund            | ES                   | 1          | 0          | CN              | -               | -               | UEL                | 2                  | 0                  | -          | -          | -          | 3      | 0      |
| 2016-2017            | Eastern Suburbs      | NZFC                 | 4          | 0          | -               | -               | -               | -                  | -                  | -                  | -          | -          | -          | 4      | 0      |
| Totale               | Totale               | Totale               | 153+       | 6+         |                 | 11+             | 1+              |                    | 23                 | 1                  |            | 1          | 0          | 188+   | 7+     |

## Palmarès

### Club
- MLS Supporters' Shield: 2

Columbus Crew: 2008, 2009
- Campionato MLS: 1

Columbus Crew: 2008
- Superfinalen: 1

Molde: 2012
- Campionato norvegese: 1

Molde: 2012
- Coppa di Norvegia: 1

Molde: 2013

### Nazionale
- Argento olimpico: 1

Pechino 2008